# نهر سانت جونز
سانت نهر جونز هو أطول نهر في الولايات المتحده الأمريكية بولاية فلوريدا.

 حوض الصرف بسانت جونز من 8840 ميل مربع ( 22,900 km2 ) يتضمن بعض الأراضي الرطبة الرئيسية في ولاية فلوريدا . يتم فصلها إلى ثلاثة أحواض رئيسية وما يرتبط بها من اثنين من مستجمعات المياه Lake George Ocklawaha River ، كلها تدار من قبل إدارة المياه نهر سانت جونز .St. Johns River Water Management District.
 لقد عاش مجموعة متنوعة من الناس على أو بالقرب من سانت جونز، بما في ذلك هنود باليو ، وArchaic people ، Timucua ، Mocama ، المستوطنين الفرنسيين والاسبان، السمينول ، العبيد والأحرار، والمفرقعات فلوريدا ، مطوري الأراضي والسياح والمتقاعدين . لقد كان هذا الموضوع من المجلات ويليام بارترام، والكتب مارجوري Kinnan رولينجز، وخطابات المنزل هارييت بيتشر ستو .
‌